# فرودگاه موین
فرودگاه موین (به انگلیسی: Moyne Aerodrome) (به زبان بومی: Moyne Airfield) یک فرودگاه خصوصی است که یک باند فرود چمن دارد و طول باند آن ۳۵۵ متر است. این فرودگاه در کشور ایرلند قرار دارد و در ارتفاع ۵۸ متری از سطح دریا واقع شده‌است.